# Viola guatemalensis
Viola guatemalensis W.Becker – gatunek roślin z rodziny fiołkowatych (Violaceae). Występuje naturalnie w Meksyku, Gwatemali, Hondurasie, Kostaryce i Panamie. 

## Morfologia
PokrójBylina dorastająca do 12 cm wysokości, tworzy kłącza.
LiścieBlaszka liściowa ma kształt od owalnego do okrągławego. Mierzy 1,1–5 cm długości oraz 1,2–5,3 cm szerokości, jest karbowana na brzegu, ma sercowatą nasadę i spiczasty wierzchołek. Ogonek liściowy jest nagi i ma 2–4 cm długości. Przylistki są od owalnych do lancetowatych.
KwiatyPojedyncze, wyrastające z kątów pędów. Mają działki kielicha o owalnie lancetowatym kształcie i dorastające do 3–6 mm długości. Płatki są odwrotnie jajowate, mają fioletową barwę oraz 5–10 mm długości, dolny płatek jest podługowato owalny, posiada obłą ostrogę.
OwoceTorebki mierzące 6-7 mm długości, o jajowatym kształcie.

## Biologia i ekologia
Rośnie w lasach i na skarpach. Występuje na wysokości od 2400 do 3000 m n.p.m.